# Грондзик (Нижньосілезьке воєводство)
Грондзик (пол. Grądzik) — село в Польщі, у гміні Жміґруд Тшебницького повіту Нижньосілезького воєводства.
Населення — 85 осіб (2011).
У 1975-1998 роках село належало до Вроцлавського воєводства.

## Демографія
Демографічна структура станом на 31 березня 2011 року:
|          | Загалом | Допрацездатний вік | Працездатний вік | Постпрацездатний вік |
| -------- | ------- | ------------------ | ---------------- | -------------------- |
| Чоловіки | 46      | 4                  | 39               | 3                    |
| Жінки    | 39      | 6                  | 27               | 6                    |
| Разом    | 85      | 10                 | 66               | 9                    |